# SWOT (漫画)
『SWOT』（スウォット）は、杉田尚による日本の漫画作品。『週刊少年ジャンプ』（集英社）2009年52号に読み切りとして掲載され、2010年31号から同年51号まで連載された。話数カウントは「眼鏡○」。なお、タイトルの「swot」は英語で「ガリ勉」の意味。いわゆるジャンプで人気が出そうな「刀」を扱ったバトル漫画だったが、作中で登場キャラの過激な発言(とくに「殺す」といった暴言を吐くなど)が多かったため人気が出ずに18週で打ち切られた。打ち切られた号では作者の杉田が捨て台詞とも取れるような巻末コメントを残していたこともあって、杉田は本作品を失敗作と見なしていることが窺える。

## あらすじ
ガリ勉の天才児・学崎強がやってきた学校は、全国的に有名な不良高校だった。

## 登場人物

### 主要人物
学崎 強（まなびざき きょう）
本編の主人公。1-C所属。赤髪で眼鏡をかけている。「東大進学率80%の超名門校」と勘違いして助留沌高校に転校してきた（実際は80%-120%）。
身長176cm、体重63kg、好きな食べ物はタロ芋、ヤム芋。
四六時中勉学に励んでいるガリ勉で、勉強の邪魔をする人間は誰であろうと容赦しない。将来の夢は東大に入り、完璧なUFOを作って宇宙に行くこと。勉学に関しては秀才だが、それ以外に関してはドジだったり、一般人と感性がずれているエキセントリックさが目立つ。一人でいる方が好きらしいが、人から誉められると調子に乗ってしまう単純な面もある。口は悪いが根は仲間想いな性格。
不良を何より嫌っているが、その容姿や服装、「勉強の邪魔をしたらブッ殺す」との考えを持つため、周りから一般の不良よりも危険視されている様子。「宇宙に行けば宇宙人と戦うから」という理由で、身体もそれなりに鍛えているため、喧嘩も得意。また一度見たり食らったりした攻撃は瞬時に見切り、二度と同じ技は食らわない。曰く「戦法や地形が数字で頭に入ってくる」とのこと。
倒藤との戦いで「裏カクゴ」を発動し、以降「カクゴ」も何とか発動させようとしているが上手くいっていない。
首落との戦いでは1度死んだが「蓮野達を助ける」という強い思いから息を吹き返し、2回目の「裏カクゴ」を発動し、1回目よりも使いこなして首落を倒した。
鰯田 逃次（いわしだ とうじ）
1-C所属。
身長163cm、体重40kg、好きな食べ物は魚類。
いじめられっ子で、工事用ヘルメットをなぜかいつも着用している。喧嘩も弱く臆病なため、不良に怯える生活を送っていたが、学崎に助けられて以来彼に憧れ、「アニキ」と呼んで慕っている。登場人物の中で唯一のツッコミ役。
長く不良にいじめられ続けたせいか、防御力は人並みにある。家族に、美人看護師の姉がいる。
「悪鬼」のクーデターの際には、首落を頭とする｢悪鬼」に300人目の検体として覚醒薬を投与され、「カクゴ」を強制的に発動させられた。学崎らを襲うが終一派に阻まれ、その後学崎らが持ち帰った解毒剤により元に戻った。
蓮野 ねね（はすの - ）
1-F所属。黒髪の美少女。スタイルが良く、学崎も見惚れるほど。
身長160cm、好きな食べ物は団子。
「コウモリ」の元メンバーで、No.2を誇っていた実力者だが、弱い者いじめが嫌いな性格と、保母になるという夢のために脱退した。学崎に勉強を教えてもらうように頼む。
義に熱い性格だが、やや天然なところがある。喧嘩の腕もなかなかのようだが、学崎や闇暗に比べると劣る。
メイドカフェで働いているが、本人曰く「こんな仕事とは思わなかった」とのこと。胸元が大きく開いた制服のため、胸の谷間を見られることを嫌がっている。
「奈落」制圧後、学崎に恋心を抱いている。
闇暗 氷（やみくら - ）
通称「喧嘩狂」と呼ばれる1年の不良。誰とも交わることのない孤高の生徒で、「喧嘩することで己の生が実感できる」危険人物。強者との戦いを求めている。学崎のライバル。
身長168センチメートル、体重52キログラム、好きな食べ物は甘い物（特にケーキ）。
戦闘の際は黒く塗られた二本の木刀を操り、大勢で攻められても難なく粉砕する等実力は高い。
見た目に反して色気に弱く、一度目にしただけで気絶するほど。蓮野と鉢崎が勤めるメイドカフェの常連で、鉢崎に惚れている。
倒藤にカクゴの特訓をつけてもらい、自身の「カクゴ」を、摩擦熱による灼熱の剣に具現化する技を習得した。
メイドカフェで働くお菊のファンらしい。
絶技・乱（ぜつぎ・みだれ）
木刀を使った奥義。一度だけ"らん"と表記されたこともあるが、単行本では修正された。

### 助留沌高校

#### 3年
終創始（おわり そうし）
3年。助留沌高校の現頂上。裏カクゴの使い手。
見た目、性格共に幼げな美少年だが、その実力は計り知れない。普段は「頂上の部屋」と呼ばれる場所でゲームをしたり、漫画を読んでいる。
直に卒業を迎える自分の後継ぎを選ぶ為、裏カクゴを使った学崎に接触し、「裏カクゴ」のヒントを教えた。首落らのクーデター勃発の際は、無壊と共に学崎らの援護に駆け付ける。

#### 2年
首落迷（しゅらく まよい）
2年の不良グループ「悪鬼」の頭。右目に眼帯をしている。カクゴ名：怨念
目玉をお手玉にしたり、返り血をパンに塗って食べるなど猟奇的な性格。旧生物室を根城にしている。まず助留屯高校を潰し、最終的には日本全体を潰そうと考えている。
未完成の覚醒薬を打ったことで人が死ぬことに対し「人は誰でも必ず死に、それが少し早まっただけ」と言い、人が死ぬことを何とも思わない残虐な考えをもつ。
2刀包丁を具現化する「カクゴ」の使い手。自身が開発した覚醒薬を投与すると「第2のカクゴ」として目玉型の爆弾を無数に生産し、放つ能力を持つ。
旧生物室に来た学崎と蓮野を2刀包丁で圧倒するが、助太刀に現れた倒藤に「奈落重拳・極」を食らい倒れる。その後自らに覚醒薬を投与し爆弾を駆使して戦うが、死の淵から生還した学崎の「裏カクゴ」を使った攻撃の前に敗れた。
武刀千春（むとう ちはる）
2年の不良グループ「悪鬼」の幹部。逆立った髪が特徴。
真剣を武器に戦う。また、真剣を振るった軌道に合わせて追い討ちをかける「後斬りのカクゴ」の使い手。
腐乱とつるみ、1年のめぼしい不良を潰す計画を実行し、手始めに三大不良グループの一つ「天罰」を全滅させ、斬島に暴行を働く。腐乱が学崎の機転によって倒されるとすぐさま彼に襲いかかるが、闇暗に邪魔され、さらに首落も割って入ったことにより撤退する。その後、首落による学校内でのテロが発生した際には再び闇暗に挑戦する。
カクゴ名：神刃（かみば）
腐乱剣（ふらん　つるぎ）
2年の不良グループ「悪鬼」の構成員。フランケンシュタインの怪物のような巨漢。菜食主義者。
特技は石頭による頭突きで、カクゴにより足腰のバネを強化した強力な突撃を使用する。武刀とともに「天罰」を全滅させた後に図書館で勉強をしていた学崎一派に襲いかかるが、斬島のバットを利用した学崎に窓から突き落とされて自滅した。その後の詳細は不明。

#### 1年

##### 奈落
倒藤絶（とうどう ぜつ）
3強の一つ「奈落」の頭。大柄な男でサングラスをかけており、顔に傷がある。
身長2＊2cm（＊は不明）、体重105kg。好きな食べ物は「アメちゃん」。
規律に厳しく、出過ぎた行動をする者は部下であっても容赦しない。彼が「制裁」を加えたものは、ほぼ再起不能になると言われている。1年グループの中で1，2位を争う実力者。
1年のなかでは珍しく「カクゴ」の使い手で、生半可な攻撃ではびくともしない丈夫な肉体を持つ。彼が使う「カクゴ」は自身の力を増幅させるタイプである。
冷徹な性格だが、意外と世間知らずで好奇心旺盛な面もある。登場時はクールなキャラだったが、学崎らと和解してからはボケることも多くなった。
「頂上を取る」という信念の下鉢崎に「制裁」を加えようとし、蓮野と学崎に圧倒的力を見せつける。しかし、学崎の裏カクゴを使った攻撃の前に倒れた。
その後斬島の取成しもあり、学崎一派と共に頂上を目指すことを決める。
親は「スライム屋」なる店を営んでいるらしい。
「悪鬼」のクーデターの際に闇暗に「カクゴ」を教えているうちに自分も成長し、「奈落重拳・極」を習得した。
奈落弾（ならくだん）
瓦礫にカクゴを乗せ、砲弾のようにして撃つ。
奈落弾・双（ならくだん・そう）
奈落弾を二つ同時に撃つ。
奈落重拳（ならくじゅうけん）
渾身の力を込めて相手を殴る。
真・奈落重拳（しん・ならくじゅうけん）
カクゴを込めた拳を、渾身の力を込めて相手に叩き込む。
奈落重拳・極（ならくじゅうけん・きわみ）
真・奈落重拳の強化版。

鉢咲乃菊（はちざき のぎく）
3強の一つ「奈落」の一員。蓮野の同級生。三つ編みの少女。通称「お菊」。
身長151cm、体重35kg。好きな食べ物は全部（好き嫌いなし）。
元はいじめられっ子だったが、蓮野に喧嘩を教えてもらうことで立ち直った。しかしそれが理由で不良たちの抗争に足を踏み入れることになってしまい、「頂上を取る」ことでしかこの苦しみからは逃れられないと考えていた。そのため、恩人である蓮野を憎んでいたが、「奈落」を巡る一連の事件の後は和解した。
夢は看護士になること。蓮野と同じメイドカフェで働いている。蓮野同様、学崎に惚れている。

斬島優介（きりしまゆうすけ）
3強の一つ「奈落」の一員。つっぱった髪形が特徴の好青年。
身長173cm、体重61kg。好きな食べ物は肉。
「奈落」の中で唯一明るく気さくな性格で、外部と交流する時の窓口役になることが多い。女好きでよくセクハラ行為をする。
バットとボールを常に持ち歩いており、戦闘ではそれらを駆使して戦う。しかし、野球をしたことはないらしい。
最初は倒藤の命を受け、学崎を倒すべく現れる。最後は自身の放った野球ボールを学崎に蹴り返され、自爆した。
「奈落」が学崎一派と手を組むことになってからは、「親睦会」と称して学崎達をメイドカフェに食事に誘う。
「悪鬼」のクーデターの際には2年の武刀と腐乱に喧嘩を挑み、手も足も出ずに敗北した。その後、鰯田の姉が務める病院に入院し、最終回で退院した。
破龍砲（はりゅうほう）
触れると爆発する野球ボールを投げつける。コンクリートの壁を2枚まとめて貫通するほどの威力を持つ。
破龍砲・全開（はりゅうほう・フルパワー）
渾身の力を込めて破龍砲を放つ。

無壊祭（むかいまつり）
3強の一つ「奈落」の一員。顔が半分隠れるほどの長髪が特徴。身長191cm体重65kg、好きな食べ物はスープ全般。
自身の手は汚さず、他の不良を利用して頂点を目指す卑怯な性格の持ち主。だが弱いわけではなく、杖のような武器を使う。
当初は「梟」の手勢を使い闇暗を自軍に引き入れようとしたが、本人の反発と学崎の抵抗にあい撤退。このことから「梟」に内通していると思われたが、実際は闇暗に「梟」を潰させる為に潜伏していたらしい。しかし勝手な行動が目立ったためか、倒藤からは「制裁」対象にされている。
「奈落」が学崎らと手を組んでからは、終の部下になっている。

##### 梟（ふくろう）
頭
三大不良グループ「梟」の頭目。本名不明の男。顔の下半分を包帯で覆い尽くしている。
闇暗の裏切りで部下が全滅したため、表舞台から逃走した。後に、殴野、宇西、王とともに「ボンバ戦隊」の一員になる。

##### コウモリ
攻森血影（こうもり ちかげ）
1年の不良グループ「コウモリ」のトップ。左目に縦の傷が入っている。
身長185cm、体重78kg。好きな食べ物は蕎麦。
いくつもに分断できる鉄パイプを武器とする。残虐非道な性格で、曰く「相手をぐちゃぐちゃにするまでやらないと気が済まない」。
「コウモリ」を抜けた蓮野に奇襲をかけるが、学崎に倒される。その後「コウモリ」を解散し、出直すために「新天地」を目指す。

##### 卍（まんじ）
殴野満次（おうの まんじ）
不良グループ「卍」の頭。優男を装い、学崎と蓮野を仲違させた頭脳派。後に「ボンバ戦隊」のリーダーとなる。
二人を引き離した後、別々に集団でリンチをかけ倒そうとしたが、学崎に倒される。
なっくるぼんばぁ
ただのパンチだが、校舎の壁に罅を入れる程の力をもつ。もっと強い「超・なっくるぼんばぁ」もあるらしいが、腰が入らないので、元の方が実は強い。
宇西撃烈（うざい げきれつ）
不良グループ「卍」の切り込み隊長。ボクシングスタイルの喧嘩を得意とする。
身長１７４cm　体重６９kg 　好物はコーヒー。
うざい性格で、陰で「キテレツ」と呼ばれている。後の「ボンバ戦隊」の一員。
学崎のUFO好きを馬鹿にし、鰯田を殴った為学崎に成敗される。その後徒党を組んで復讐にくるが、闇暗に全滅させられた。
首落のクーデターの際は、鰯田同様覚醒薬を打たれて暴走した。
盛山（もりやま）
不良グループ「卍」の一員。宇西の側近の大柄な男。天然パーマ気味。
ワンパンチで並大抵の不良なら沈めるほどの実力だが、あっさり学崎に倒された。
丼川遥（どんかわ　はるか）
宇西の取り巻きの女子生徒。悪ぶってはいるが、実際は友達がいないので無理して演技しているらしい。
首落のクーデターの際には、鰯田同様覚醒薬を打たれて暴走した。

##### その他
王貞々（おうさださだ）
自らを「王様」と名乗る、頭に剃りこみを入れた大男。非常に器が小さく、「自らの欲するものは子供の三輪車だろうと力づくで奪い取る」という信念の持ち主。後に、殴野、宇西、梟の頭とともに「ボンバ戦隊」の一員になる。
学崎に絡んでいたところを部下もろとも斬島にボコボコにされた。ちなみに、単行本1巻の裏表紙に攻森・殴野・宇西らとともに出演している。

#### 職員
校長
大柄で立派な髭をたくわえた男。終を嫌っていて、学崎を助留沌高校でトップにするために、騙して入学させたらしい。
首落と学崎を組ませ裏勢力の拡大を狙っていたが、首落のクーデターの失敗後他の職員らの手によって解任された。
梅川美鈴（うめかわみすず）
生徒指導教諭。不良にも臆することなく接する気丈な女性。校内の不良事情にも詳しい。
身長157cm、体重＊＊kg（＊＊は不明）。好きな食べ物は和菓子。27歳。

### 毒呂高校
無限輪廻（むげん りんね）
毒呂高校の頂上。学崎に勝負を挑んでくる。

### その他
破羅口勝（はらぐちしょう）
故人。倒藤、斬島の友人。頂上を取ることを夢見ていたが、病死した模様。
身長175cm、体重51kg。好きな食べ物はハンバーガー。

## 用語
助留沌高校（スケルトンこうこう）
不良高校の一つ。学崎らが通っている。
悪鬼（あっき）
2年の不良グループのトップ。
コウモリ
助留沌高校で最も強いと言われている不良グループ。
卍（まんじ）
不良グループの一つ。ボクシングを基本とした喧嘩スタイルが特徴。
単行本ではひらがなの「まんじ」表記になっている。
3強
助留沌高校で「頂上（テッペン）」を取ることを目的に結集した一年生の集団。
奈落（ならく）
倒藤を頭とした不良グループ。規律が厳しく、出過ぎた行動をとった者は容赦なく倒藤の「制裁」が下る。
倒藤が学崎に倒されてからは、学崎一味と共闘して頂点を目指すこととなる。
梟（ふくろう）
頭は不明。目的のためには手段を選ばないと言われ、3強の中で最も危険と言われる。無壊の策略もあり、闇暗に壊滅させられた。
天罰（てんばつ）
頭、特徴などが一切不明。武刀と腐乱によって潰された。

毒呂高校（どくろこうこう）
不良高校の一つ。
頂上（テッペン）
不良高校内でのトップ。
カクゴ
体内の電気を増幅し、拳に集めることで絶大的な破壊力を生みだす。一般的に言われる『氣』はこれにあたるのだという。死の恐怖とそれに命をかけて立ち向かえる覚悟が無ければ、会得できないといわれる。
助留沌高校の上級生の不良たちは、カクゴを使えるものが多数存在し、その性質も一人ひとり異なる。
覚醒薬
「悪鬼」が開発した劇薬。未完成で、投与された人間は強引にカクゴの力を引き出され、理性を失い暴走する。副作用が強く、一時間以内に解毒剤を投与しなければ身体が黒く染まって死ぬという。
裏カクゴ
カクゴよりさらに高い威力を生みだすことが出来る。カクゴの光が白色であるのに対し、裏カクゴの光は黒色である。
終曰く、カクゴは体内の電気を増幅して使用するのに対し、裏カクゴは自然から『氣』を集めて使用するらしい。
また、裏カクゴは自然からエネルギーを取り入れるためカクゴよりも莫大な力を使えるらしい。
さらに、「裏カクゴ」と言っても必ずしも「カクゴ」と対にはならないらしい。
倒藤によれば、この力を使ったのは学崎と助留沌高校の現頂上である終創始のみだという。

## 読み切り版
『週刊少年ジャンプ』2009年52号に掲載。
あらすじ
県立紅葉高校に転校した学崎強は初日から勉強の邪魔になる不良生徒を返り討ちにする。偶然助けられた鰯田に学校を案内された学崎は不良グループを一人で撃破したとされる女子生徒・蓮野に一目惚れする。
連載版との相違点
- 主人公・学崎の髪色が白になっており、将来の夢も東大を経てNASAに勤める事だった。
- 鰯田はヘルメットを被っておらず、バイト代をカツアゲされそうになった所を学崎に助けられた。
- 舞台となった県立紅葉高校は本当に東大合格者を輩出している有名校で、他校との統合により不良生徒も在籍している。
- 不良グループの名称が「死上(しにがみ)」になっている。

## 書誌情報
- 杉田尚『SWOT』集英社〈ジャンプ・コミックス〉全3巻
  1. 「赤髪のガリベン野郎」 ISBN 978-4-08-870159-2
    - 併録:斬(読切版)

  2. 「カクゴ」 ISBN 978-4-08-870180-6
    - 併録:唐草模様

  3. 「目覚め」 ISBN 978-4-08-870212-4